# Vina (Kalifornia)
Vina – jednostka osadnicza w Stanach Zjednoczonych, w stanie Kalifornia, w hrabstwie Tehama.